# Balleroy-sur-Drôme
Balleroy-sur-Drôme est une commune nouvelle française située dans le département du Calvados en région Normandie, créée le 1er janvier 2016 par la fusion des anciennes communes de Balleroy et Vaubadon, qui sont devenues ses communes déléguées.
Elle est peuplée de 1 317 habitants.

## Géographie

### Description

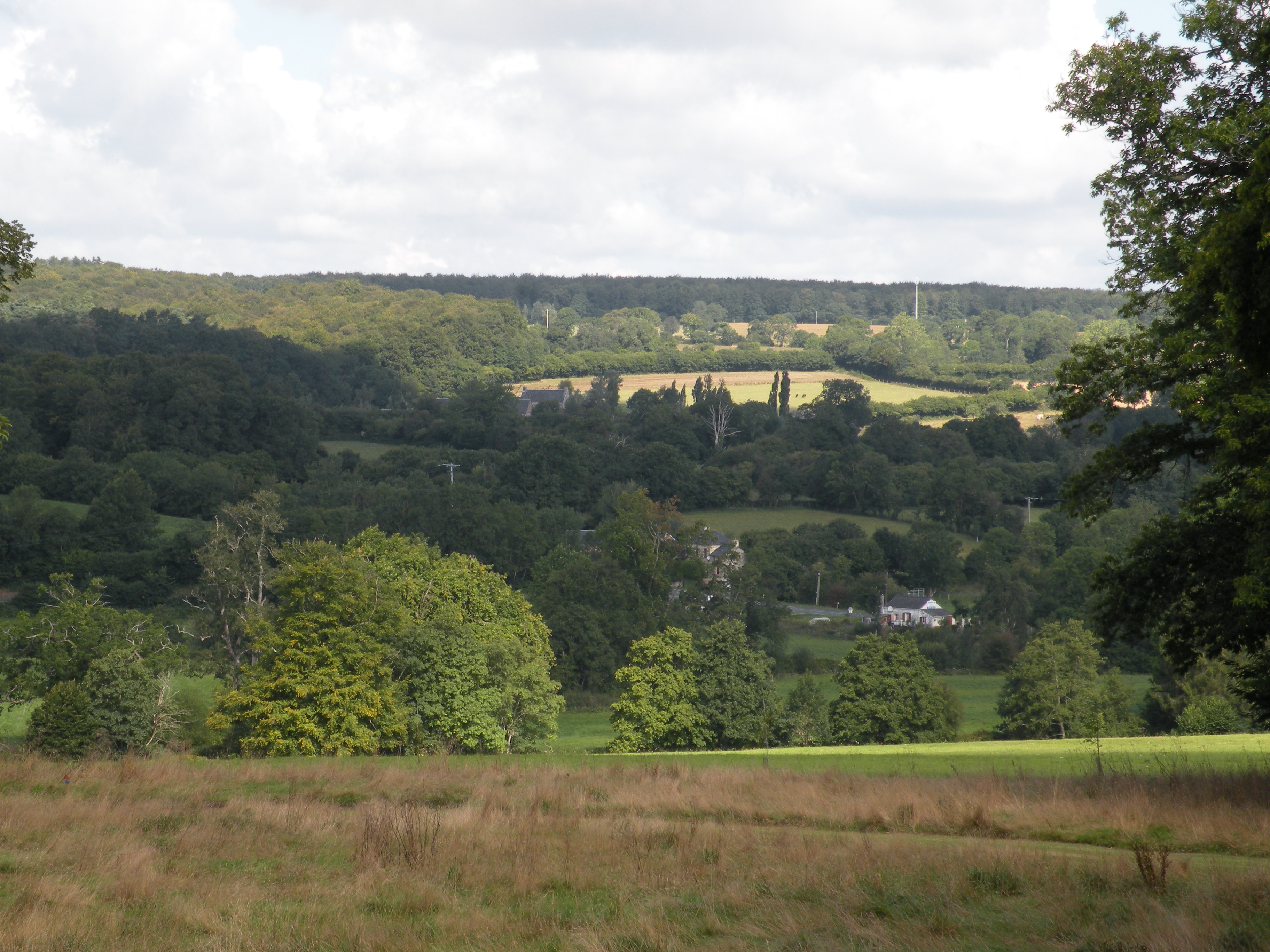
Paysage de Balleroy.

Balleroy-sur-Drôme est un bourg périurbain normand du Calvados situé à 20 km au nord-est de Saint-Lô, 25 km au sud-est d'Isigny-sur-Mer et de l'embouchure de la Vire dans la Manche, 14 km au nord-ouest de Bayeux et 34 km à l'ouest de Caen.
Il est desservi notamment par la RD 572 qui relie Bayeux à Saint-Lô.

### Communes limitrophes
| Montfiquet | Le Tronquay        | Castillon |
|            | Balleroy-sur-Drôme |           |
| La Bazogue |                    | Planquery |

Les communes limitrophes sont  Castillon, La Bazoque, Le Tronquay, Montfiquet et Planquery.

### Hydrographie
La commune est située dans le bassin Seine-Normandie. Elle est drainée par la Drome, la Tortonne, le Vesbire, la Drôme, un bras de la Drôme, le cours d'eau 07 de la forêt domaniale de Cerisy, le fossé 07 de la Couture et divers autres petits cours d'eau,.
La Drôme, d'une longueur de 58 km, prend sa source dans la commune de Souleuvre en Bocage et se jette  dans l'Aure à Maisons, après avoir traversé 26 communes. 
La Tortonne, d'une longueur de 18 km, prend sa source dans la commune  et se jette  dans l'Aure à Trévières, après avoir traversé onze communes. 

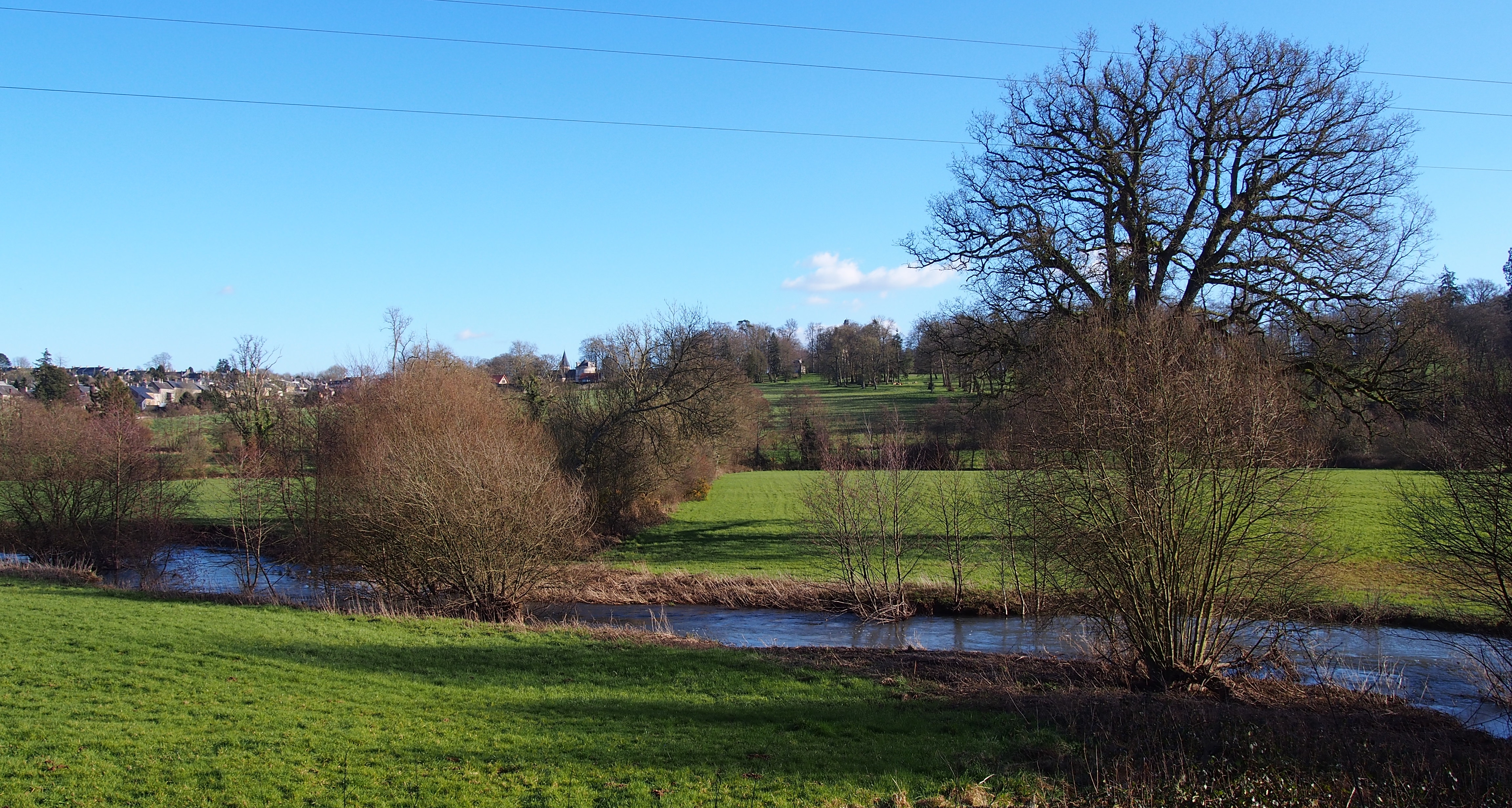
La Drôme à Balleroy.
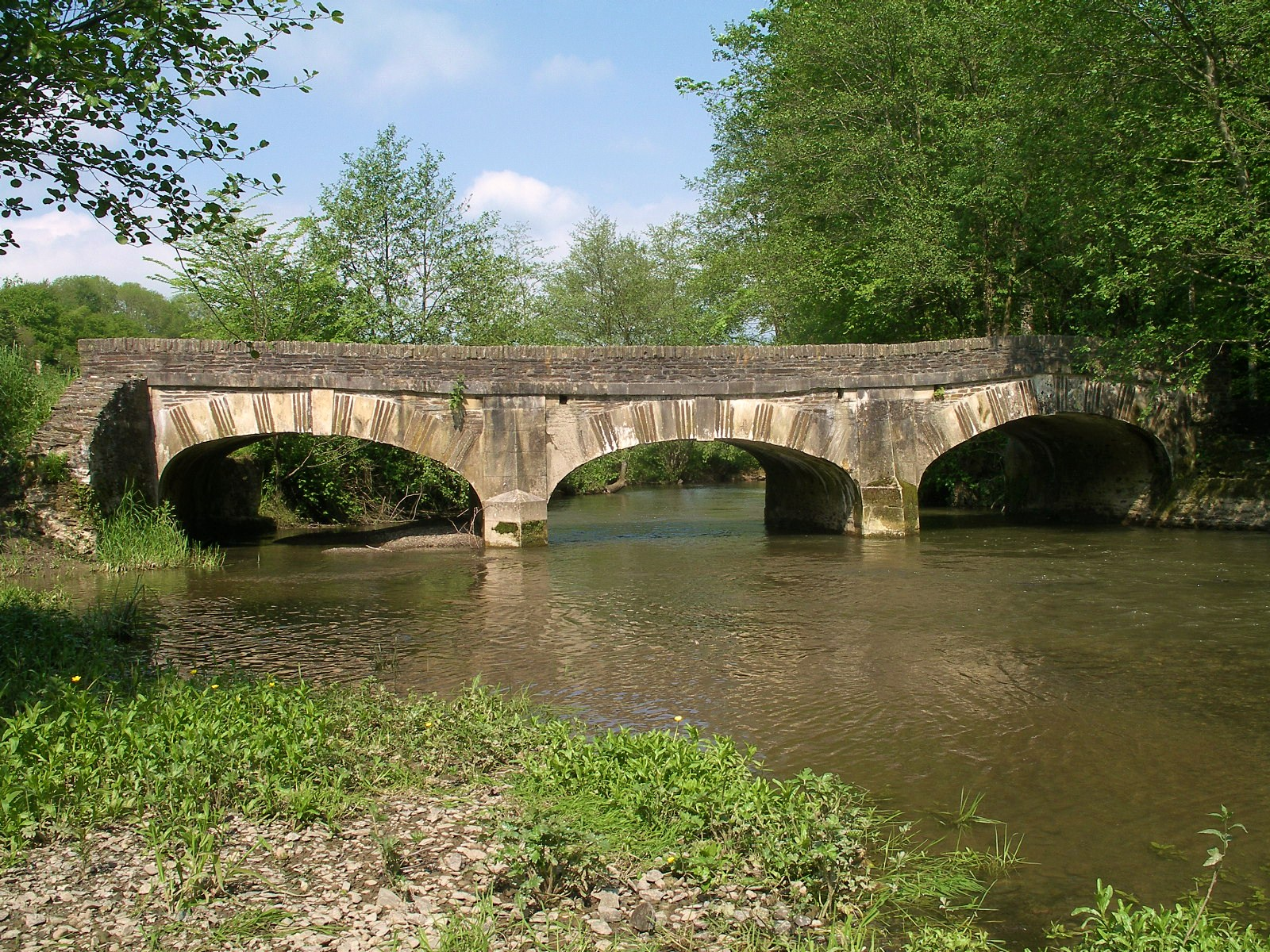
Le pont Sully entre Castillon et Vaubadon.

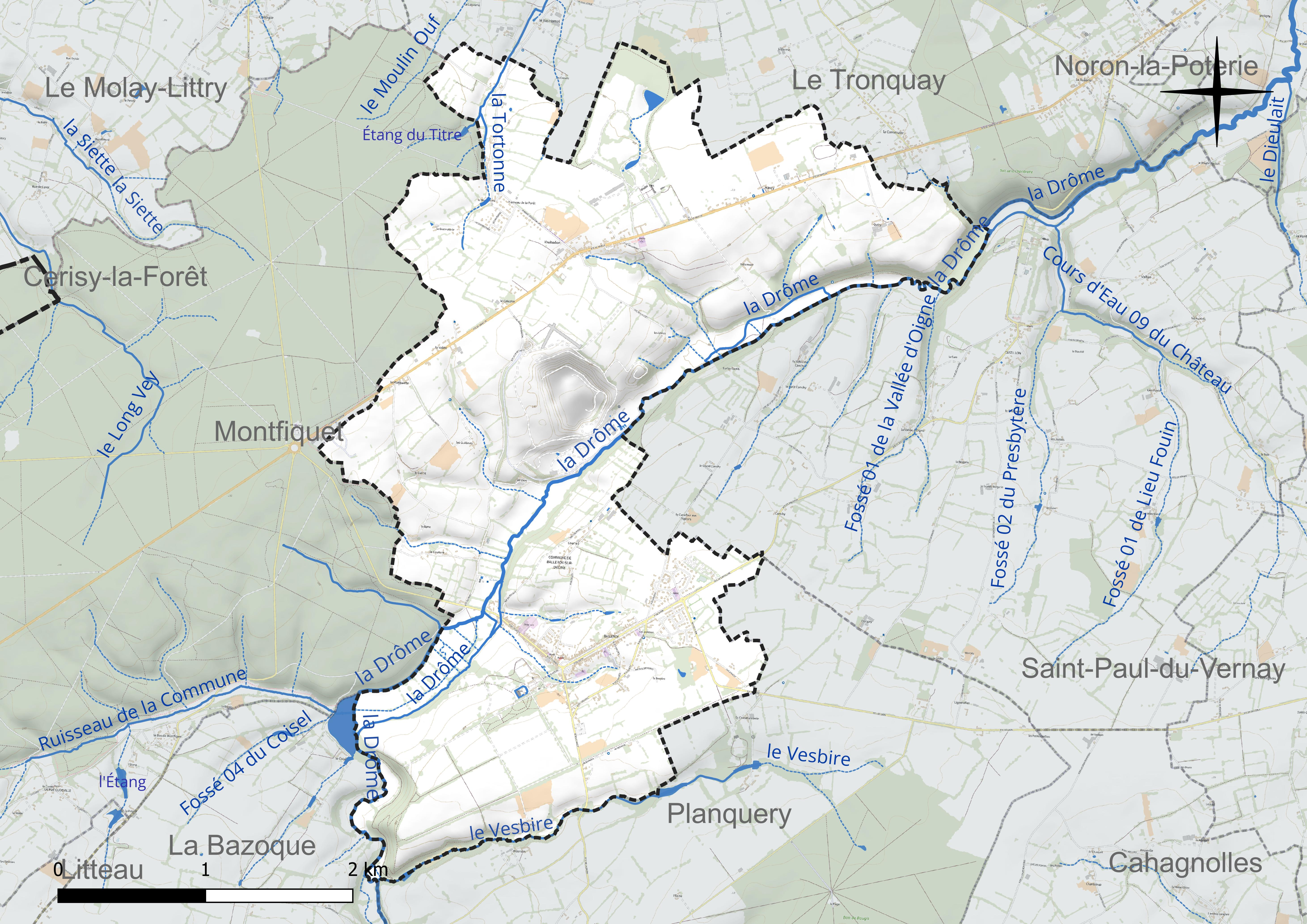
Réseau hydrographique de Balleroy-sur-Drôme.

### Climat
Pour des articles plus généraux, voir Climat de la Normandie et Climat du Calvados.
En 2010, le climat de la commune est de type climat océanique franc, selon une étude du Centre national de la recherche scientifique s'appuyant sur une série de données couvrant la période 1971-2000. En 2020, Météo-France publie une typologie des climats de la France métropolitaine dans laquelle la commune est exposée à un climat océanique et est dans la région climatique  Normandie (Cotentin, Orne), caractérisée par une pluviométrie relativement élevée (850 mm/a) et un été frais (15,5 °C) et venté. 
Pour la période 1971-2000, la température annuelle moyenne est de 10,4 °C, avec une amplitude thermique annuelle de 12,1 °C. Le cumul annuel moyen de précipitations est de 891 mm, avec 13,4 jours de précipitations en janvier et 8,3 jours en juillet. Pour la période 1991-2020, la température moyenne annuelle observée sur la station météorologique installée sur la commune est de 11,2 °C et le cumul annuel moyen de précipitations est de 924,3 mm,. Pour l'avenir, les paramètres climatiques de la commune estimés pour 2050 selon différents scénarios d'émission de gaz à effet de serre sont consultables sur un site dédié publié par Météo-France en novembre 2022.
| Mois                                  | jan.          | fév.          | mars          | avril         | mai           | juin          | jui.          | août          | sep.          | oct.          | nov.          | déc.          | année     |
| ------------------------------------- | ------------- | ------------- | ------------- | ------------- | ------------- | ------------- | ------------- | ------------- | ------------- | ------------- | ------------- | ------------- | --------- |
| Température minimale moyenne (°C)     | 2,8           | 2,7           | 3,8           | 5,6           | 8,4           | 11,1          | 12,8          | 13            | 11            | 9,2           | 5,9           | 3             | 7,4       |
| Température moyenne (°C)              | 5,4           | 5,6           | 7,4           | 9,9           | 12,6          | 15,6          | 17,4          | 17,6          | 15,5          | 12,7          | 8,8           | 5,7           | 11,2      |
| Température maximale moyenne (°C)     | 8             | 8,5           | 11,1          | 14,1          | 16,9          | 20,2          | 22            | 22,2          | 19,9          | 16,2          | 11,7          | 8,4           | 14,9      |
| Record de froid (°C) date du record   | −8,6 10.01.09 | −10 11.02.12  | −7,1 01.03.05 | −2,8 10.04.08 | 0,4 18.05.05  | 3,1 04.06.01  | 6,2 06.07.04  | 6,1 30.08.11  | 3,1 19.09.08  | −0,7 29.10.03 | −6,3 29.11.10 | −7,7 29.12.05 | −10 2012  |
| Record de chaleur (°C) date du record | 15 29.01.02   | 17,1 08.02.08 | 20,6 25.03.11 | 24,8 21.04.11 | 31,3 27.05.05 | 32,8 19.06.05 | 33,7 19.07.06 | 37,9 05.08.03 | 32,2 04.09.05 | 28,1 01.10.11 | 19,5 06.11.03 | 16,6 07.12.00 | 37,9 2003 |
| Précipitations (mm)                   | 92,9          | 75,6          | 73,6          | 57,4          | 64,8          | 60,5          | 57,5          | 76,2          | 55,7          | 101,3         | 104,2         | 104,6         | 924,3     |

| Diagramme climatique                                  |            |             |             |             |              |            |            |            |              |              |           |
| J                                                     | F          | M           | A           | M           | J            | J          | A          | S          | O            | N            | D         |
| 82,892,9                                              | 8,52,775,6 | 11,13,873,6 | 14,15,657,4 | 16,98,464,8 | 20,211,160,5 | 2212,857,5 | 22,21376,2 | 19,91155,7 | 16,29,2101,3 | 11,75,9104,2 | 8,43104,6 |
| Moyennes : • Temp. maxi et mini °C • Précipitation mm |            |             |             |             |              |            |            |            |              |              |           |

### Milieux naturels et biodiversité
La forêt de Cerisy et sa réserve naturelle limitent à l'ouest le territoire communal.

## Urbanisme

### Typologie
Au 1er janvier 2024, Balleroy-sur-Drôme est catégorisée commune rurale à habitat dispersé, selon la nouvelle grille communale de densité à 7 niveaux définie par l'Insee en 2022.
Elle est située hors unité urbaine. Par ailleurs la commune fait partie de l'aire d'attraction de Caen, dont elle est une commune de la couronne,. Cette aire, qui regroupe 296 communes, est catégorisée dans les aires de 200 000 à moins de 700 000 habitants,.

### Habitat et logement
| Logements                                        | Nombre en 2008 | % en 2008 | nombre en 2013 | % en 2013 | nombre en 2019 | % en 2019 |
| ------------------------------------------------ | -------------- | --------- | -------------- | --------- | -------------- | --------- |
| Total                                            | 564            | 100 %     | 663            | 100 %     | 668            | 100 %     |
| Résidences principales                           | 468            | 82,8 %    | 567            | 85,6 %    | 555            | 83,0 %    |
| → Dont HLM                                       | 38             | 8,2 %     | 47             | 8,3 %     | 50             | 8,9 %     |
| Résidences secondaires et logements occasionnels | 52             | 9,2 %     | 38             | 5,7 %     | 33             | 5,0 %     |
| Logements vacants                                | 45             | 8,0 %     | 58             | 8,7 %     | 80             | 12 %      |
| Dont :                                           |                |           |                |           |                |           |
| → maisons                                        | 513            | 90,8 %    | 611            | 92,1 %    | 608            | 90,9 %    |
| → appartements                                   | 37             | 6,6 %     | 49             | 7,4 %     | 59             | 8,8 %     |

## Toponymie
La Drôme est une rivière qui coule dans les départements du Calvados et de la Manche.

## Histoire
Après accord des conseils municipaux de Balleroy et de Vaudabon en novembre 2015, la commune nouvelle est créée le 1er janvier 2016 par un arrêté préfectoral du 23 décembre 2015,, qui fusionne ainsi les anciennes communes de Balleroy et Vaubadon, devenues ses communes déléguées. Balleroy est le chef-lieu de la commune nouvelle.

## Politique et administration

### Rattachements administratifs et électoraux
Balleroy-sur-Drôme se trouve dans l'arrondissement de Bayeux du département du Calvados.
Pour les élections départementales, la commune est membre du canton de Trévières.
Pour l'élection des députés, elle fait partie de la cinquième circonscription du Calvados.

### Intercommunalité
Balleroy-sur-Drôme était membre, comme auparavant Balleroy et Vaubadon, de la communauté de communes Intercom Balleroy Le Molay-Littry, un établissement public de coopération intercommunale (EPCI) à fiscalité propre créé fin 1996 et auquel elles avaient transféré un certain nombre de leurs compétences, dans les conditions déterminées par le code général des collectivités territoriales.
Dans le cadre des dispositions de la loi portant nouvelle organisation territoriale de la République du 7 août 2015, qui prévoit que les établissements publics de coopération intercommunale (EPCI) à fiscalité propre doivent avoir un minimum de 15 000 habitants, cette intercommunalité a fusionné avec ses voisines pour former, le 1er janvier 2017, la communauté de communes Isigny-Omaha Intercom dont est désormais membre la commune.

### Liste des maires
| Période         | Période                        | Identité          | Étiquette | Qualité                                                                   |
| --------------- | ------------------------------ | ----------------- | --------- | ------------------------------------------------------------------------- |
| 20 janvier 2016 | mai 2020                       | Gilbert Montaigne |           | Retraité Maire (2014 → 2015) puis maire délégué (2016 → 2020) de Balleroy |
| mai 2020,       | juin 2022                      | Anthony Berceau,  | SE        | Chauffagiste Démissionnaire                                               |
| septembre 2022, | En cours (au 16 décembre 2022) | Yohann Pesquerel  |           | Vice-président d'CC Isigny Omaha intercom                                 |

### Communes déléguées
| Nom              | Code Insee | Intercommunalité                     | Superficie (km2) | Population (dernière pop. légale) | Densité (hab./km2) |
| ---------------- | ---------- | ------------------------------------ | ---------------- | --------------------------------- | ------------------ |
| Balleroy (siège) | 14035      | CC Intercom Balleroy-le Molay Littry | 4,23             | 912 (2021)                        | 216                |
| Vaubadon         | 14727      | CC Intercom Balleroy-le Molay Littry | 7,54             | 419 (2021)                        | 56                 |

Le conseil municipal a élu le 25 février 2021 les maires délégués des deux anciennes communes pour la fin de la mandature 2020-2026, qui sont :
- Anthony Berceau à Balleroy ;
- Yohann Pesquerel à Vaubadon, également premier maire-adjoint de la commune nouvelle.

### Distinctions et labels
Le Département a labellisé Balleroy-sur-Drôme comme « Village de caractère du Calvados » en 2019, reconnaissant ainsi le bourg comme présentant un caractère remarquable après une opération globale de mise en valeur de leur patrimoine architectural et environnemental.
La commune a obtenu en 2021 le 3e prix dans la catégorie des communes du Calvados de 1 000 à 5 000 habitants au concours des villes et villages fleuris

## Équipements et services publics
Un marché a lieu le dimanche matin sur la place de la mairie de Balleroy.

### Eau et déchets
L'adduction en eau potable de la commune est assurée par le syndicat d'eau de Balleroy-sur-Drôme à partir de captages installés au Beau Chêne ainsi qu'au lieu-dit Lièvrerie de Saint-Paul-du-Vernay. En 2021, il a engagé des travaux de gros entretien de ces captages pour en accroitre la capacité.

### Enseignement
Les enfants de la commune sont scolarisés aux écoles de Balleroy et de Vaubadon, qui comptent respectivement 85 et 78 élèves à la rentrée 2021.
La fermeture de l'école de Vaubadon, en mauvais état, est envisagée par l'intercommunalité, compétente en matière scolaire. Les enfants iraient alors la nouvelle école du Tronquay, contrairement aux souhaits de la municipalité.
Une maison familiale rurale est implantée dans la commune. A la rentrée 2021, elle accueille 139 jeunes en quatrième, troisième, Bac pro et CAP,.

### Postes et télécommunications
Une agence postale communale est installée à Balleroy.

### Santé
La municipalité a aidé en 2022 l'installation d'un médecin après le départ à la retraite de son prédécesseur.
Un pharmacien est installé dans la commune.

### Équipements sportifs
- Le stade du Sapin, où un parcours de santé a été aménagé en 2020[41].

### Justice, sécurité, secours et défense
Un centre de secours de sapeurs pompiers, agrandi en 2019, est implanté dans la commune. Ses sapeurs pompiers volontaires ont effectué 437 interventions en 2018.

## Population et société

### Démographie
La population des anciennes communes puis de la commune nouvelle est connue par les recensements menés régulièrement par l'Insee. Ces chiffres concernent le territoire de l'actuelle commune nouvelle.
En 2025, la commune nouvelle comptait 1 317 habitants. 
| 1968  | 1975  | 1982  | 1990 | 1999  | 2008  | 2013  | 2019  |
| ----- | ----- | ----- | ---- | ----- | ----- | ----- | ----- |
| 1 147 | 1 085 | 1 070 | 950  | 1 166 | 1 179 | 1 434 | 1 374 |

### Manifestations culturelles et festivités
Le concours régional de trompes, qualificatif pour les championnats de France, a lieu le 12 juin 2022 au château de Balleroy. Celui-ci avait déjà accueilli le championnat de France de 1967.

### Sports et loisirs
- Club Lutte Sportive de Balleroy[45],[46]

## Économie
La commune se situe dans la zone géographique des appellations d'origine protégée (AOP) Beurre d'Isigny et Crème d'Isigny.

## Culture locale et patrimoine

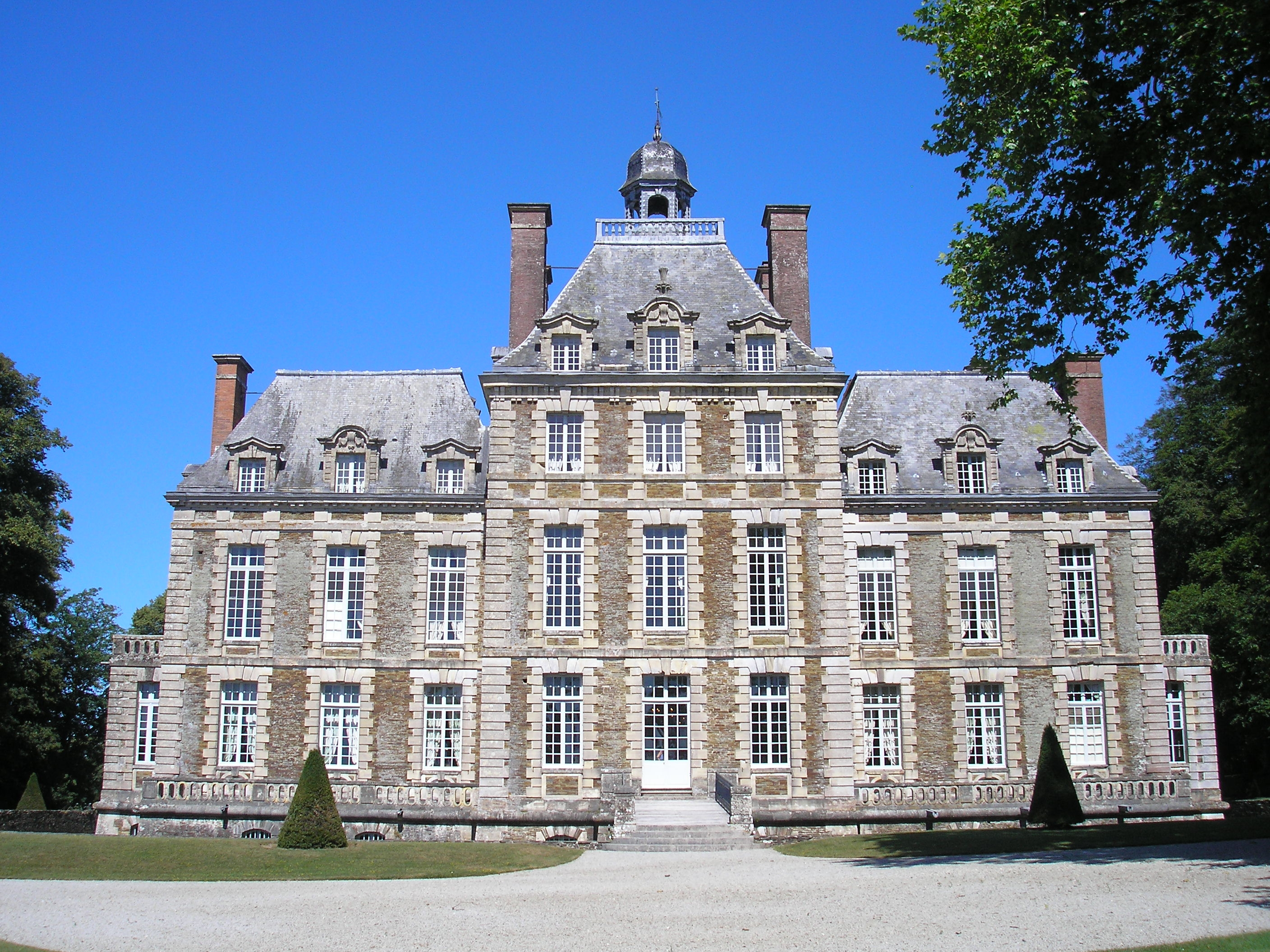
La façade ouest du château de Balleroy.

### Lieux et monuments
- Le château de Balleroy, propriété privée dont les jardins et le parc à l'anglaise sont occasionnellement ouverts au public[48],[49].
- La commune dispose de 63 chemins qu'elle compte aménager pour favoriser les randonnées pédestres[50].
- Église Saint-Martin de Balleroy.
- Église Sainte-Anne de Vaubadon.

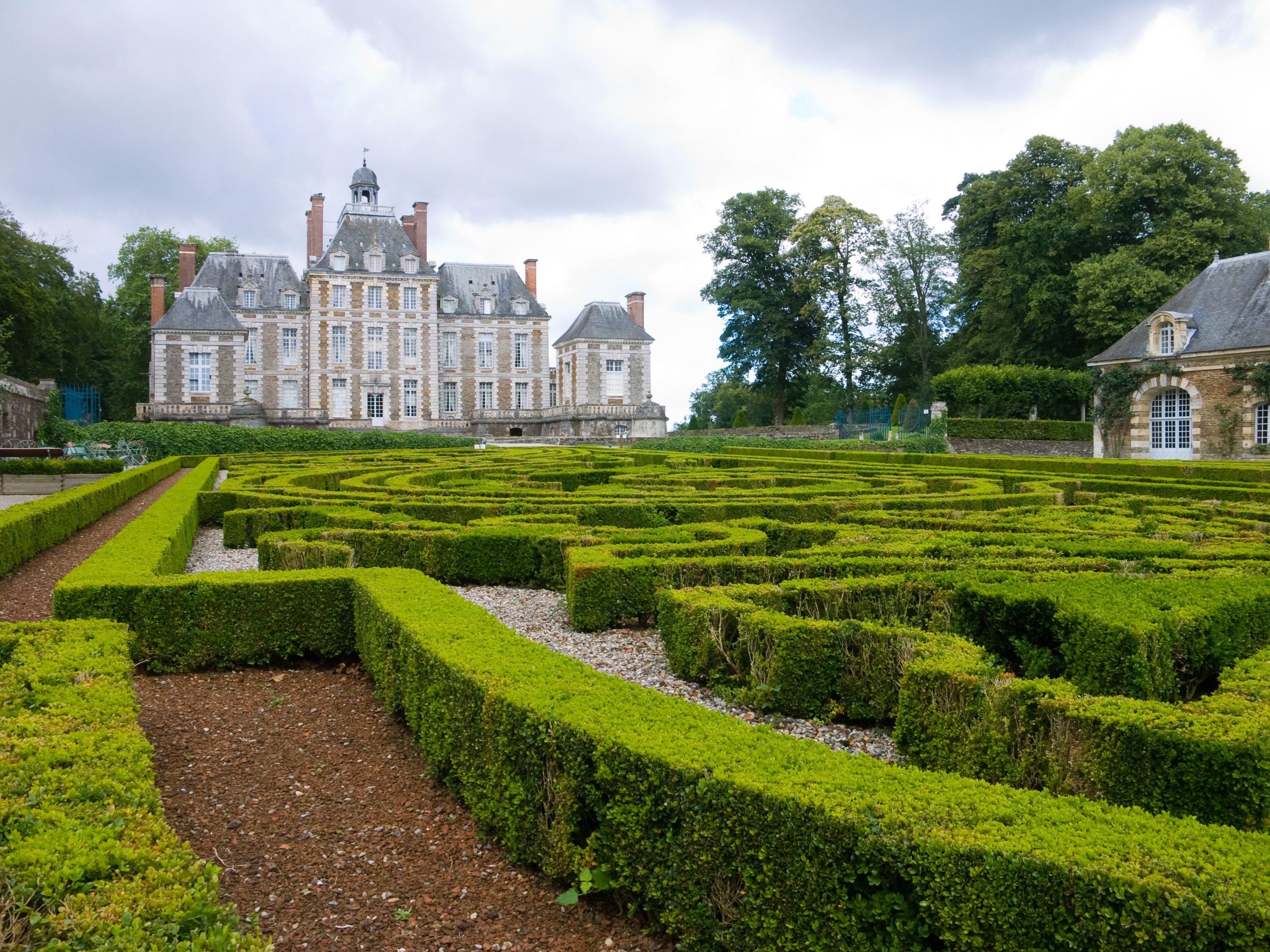
Le parc et le château de Balleroy.
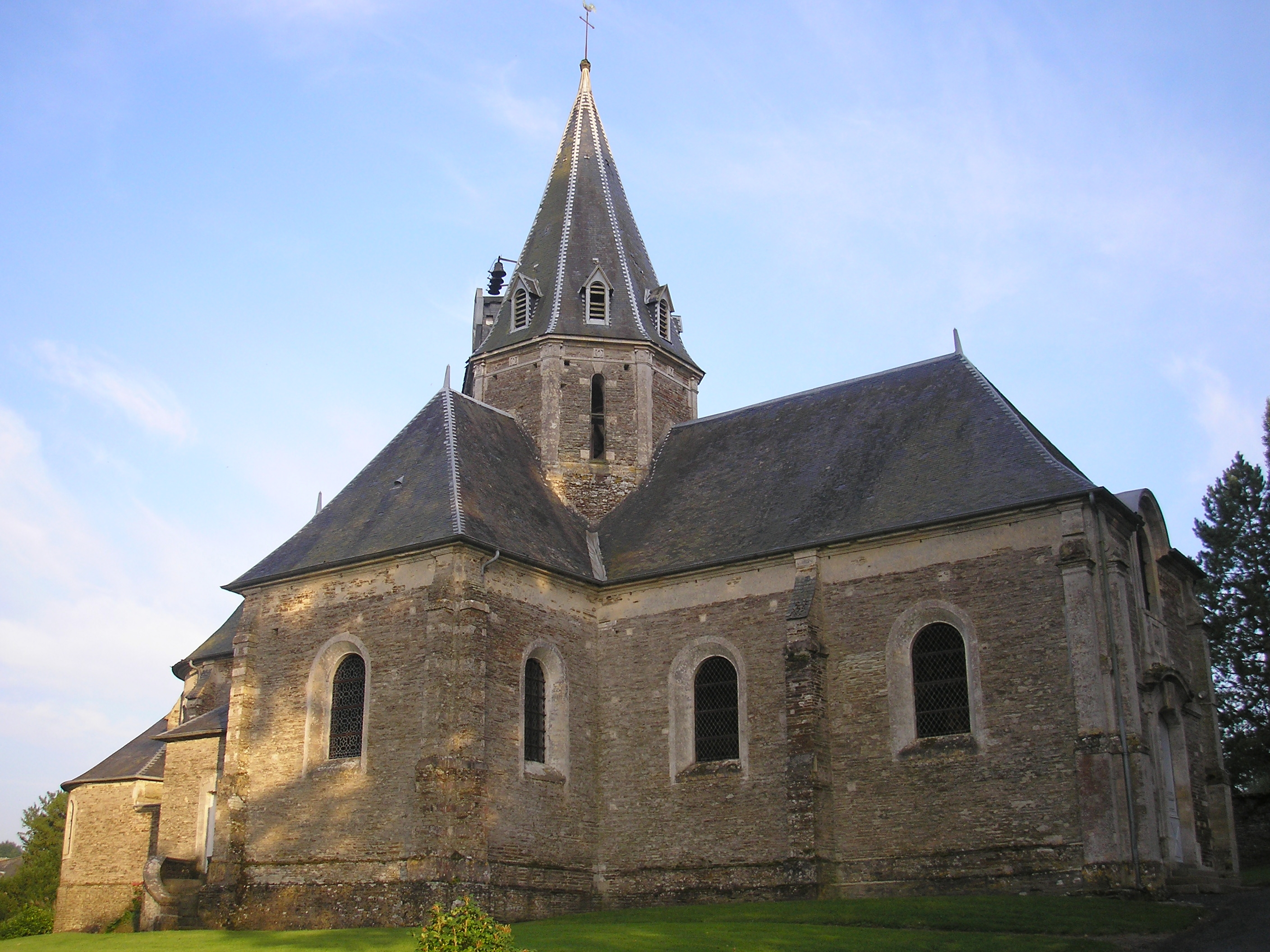
L'église Saint-Martin de Balleroy.
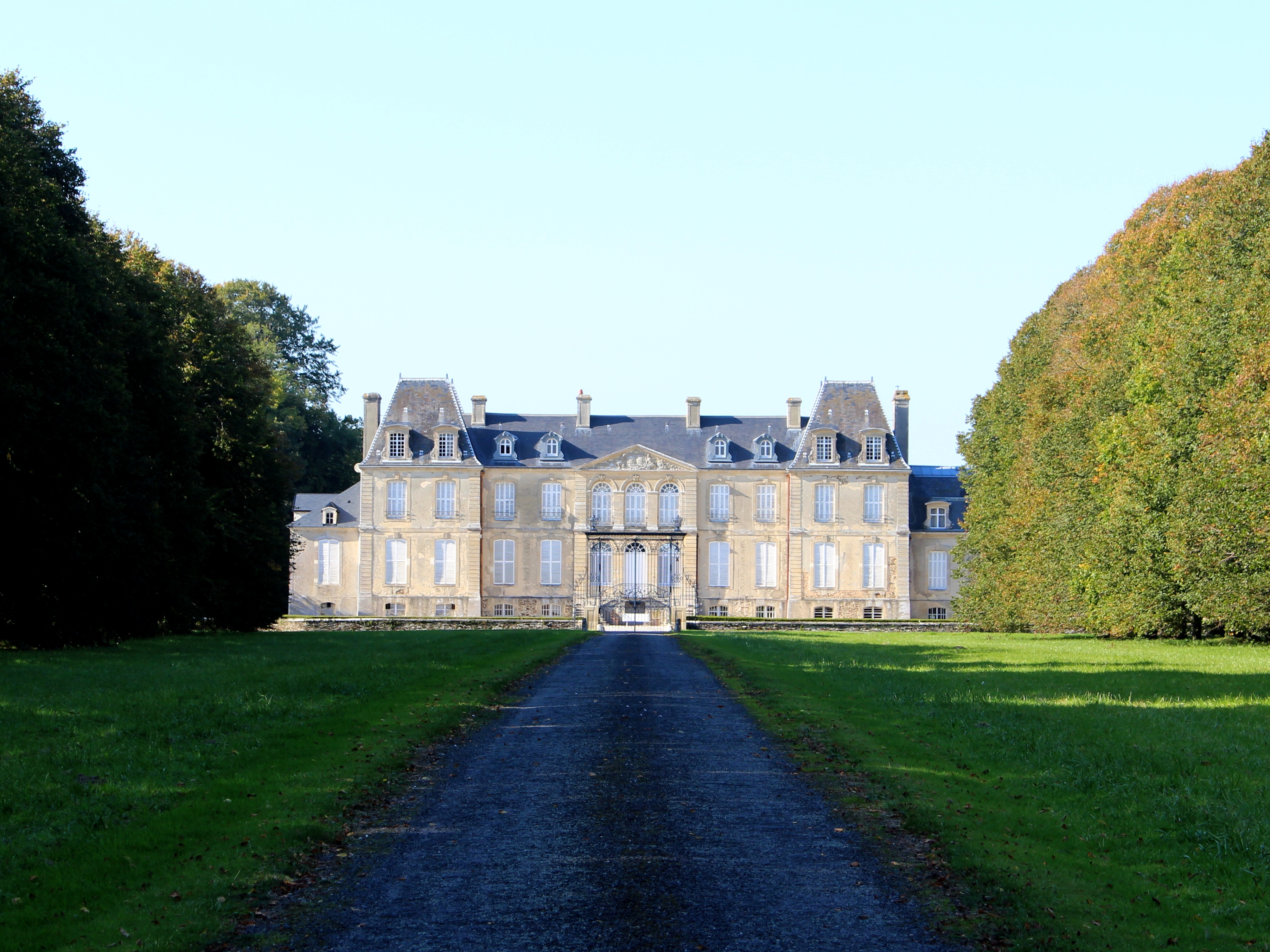
Le château de Vaubadon…
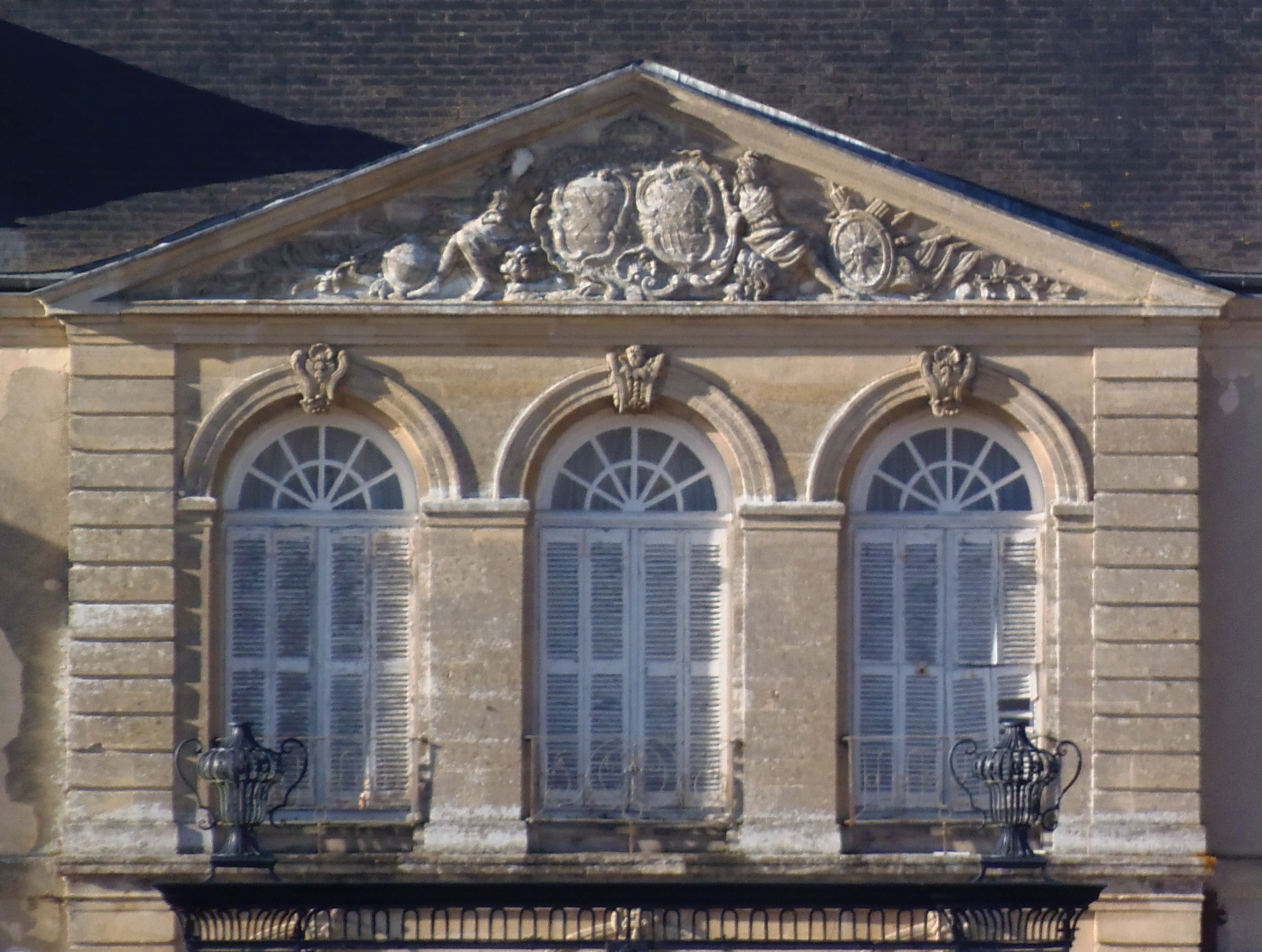
… et son fronton
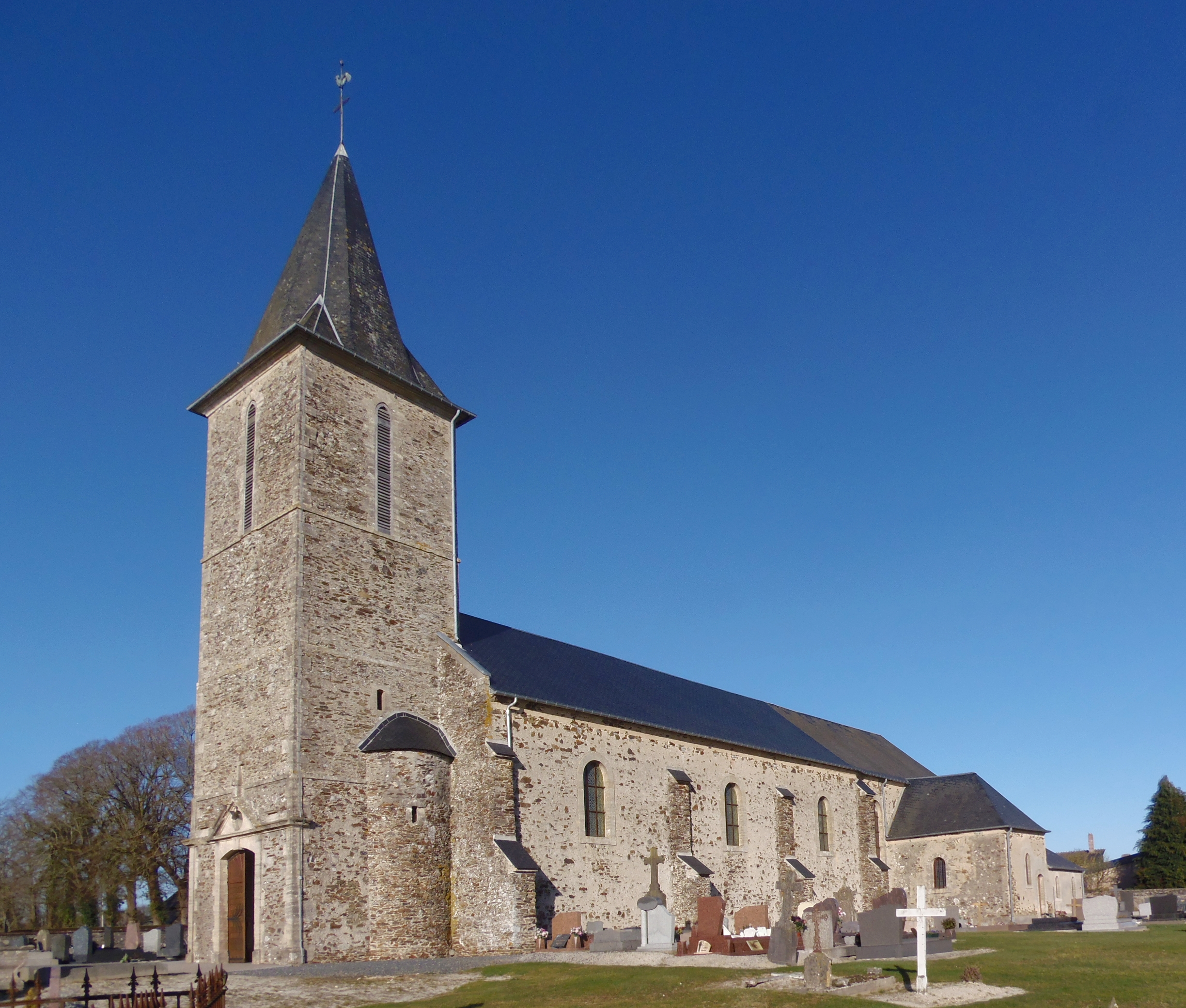
L'église Sainte-Anne de Vaubadon…
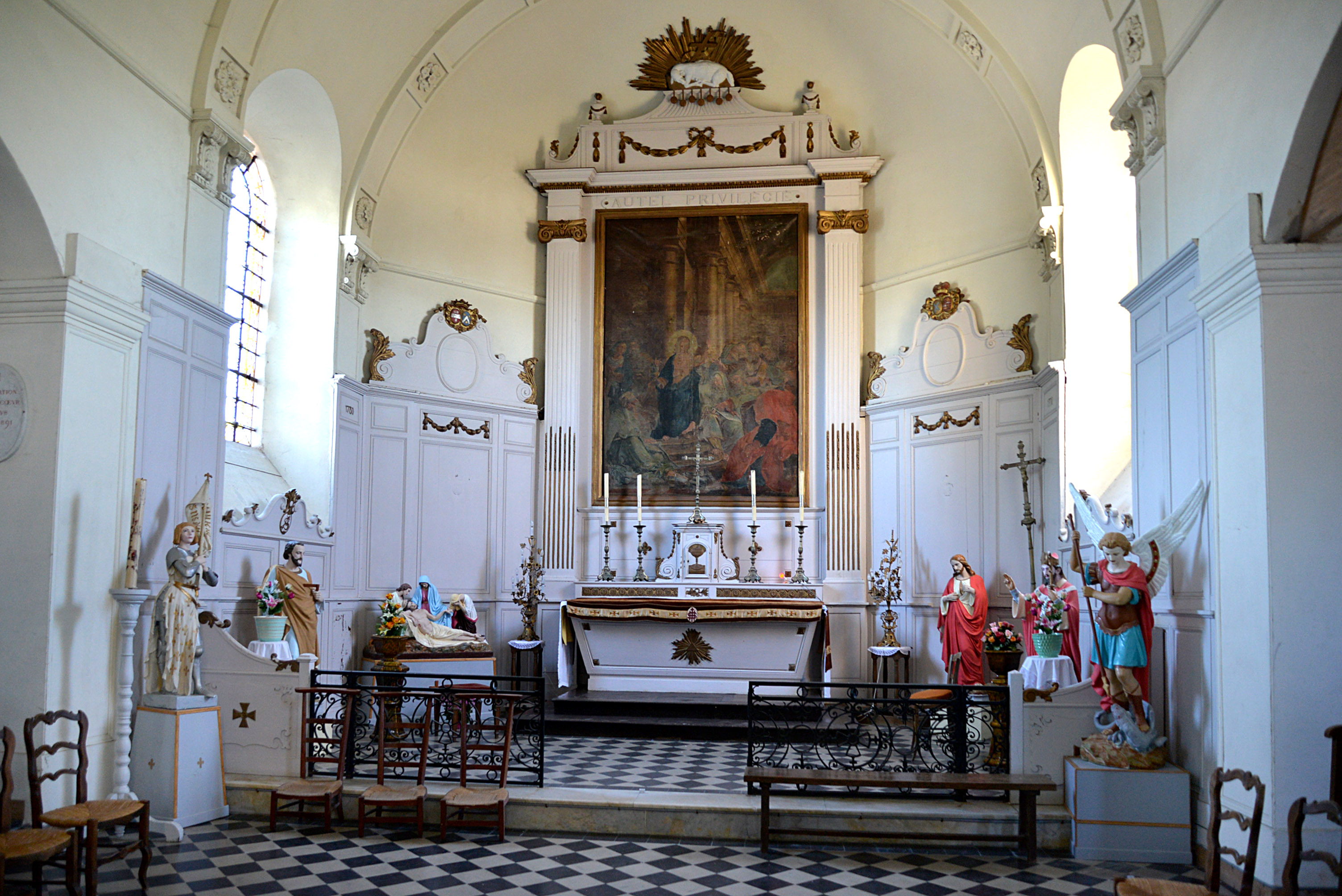
et son retable
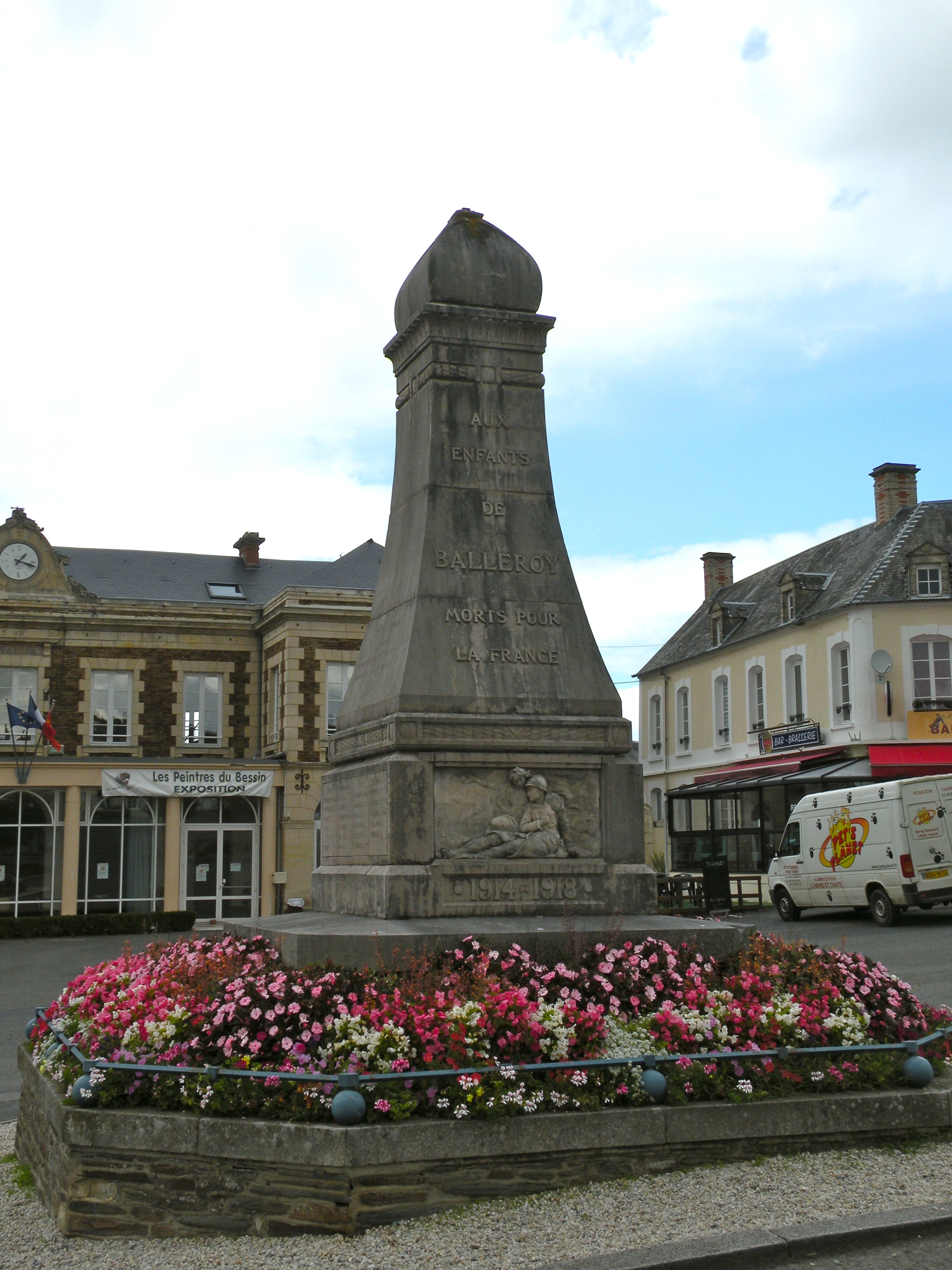
Monument aux morts de Balleroy.
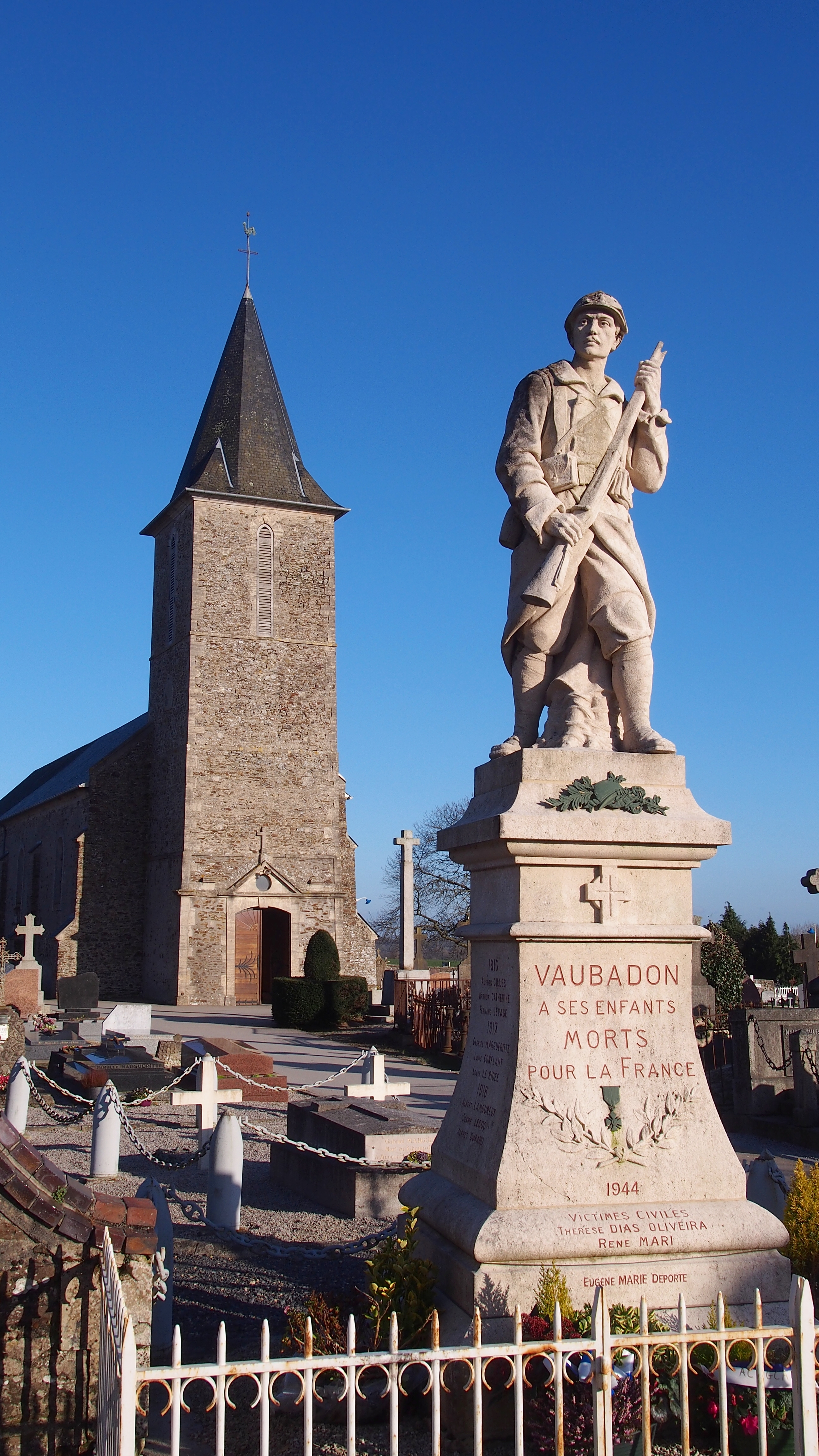
Monument aux morts de Vaubadon.

### Personnalités liées à la commune
- Charles Norman Shay, vétéran amérindien du D-Day, infirmier de combat de la 1re division d'infanterie américaine américaine qui a libéré le village le 11 juin 1944 après avoir débarqué à Omaha Beach le 6 juin 1944. Il a été fait citoyen d'honneur de la commune en 2020 et une plaque commémorative installée au stade du Sapin[51].